# Skeleton-Intercontinentalcup 2016/17
Der Skeleton-Intercontinentalcup 2016/17 war eine von der International Bobsleigh & Skeleton Federation (IBSF) veranstaltete Rennserie, die zum zehnten Mal ausgetragen wurde und neben dem Europacup und dem Nordamerikacup zum Unterbau des Weltcups gehört. Die Ergebnisse der acht Saisonläufe an vier Wettkampforten flossen in das IBSF-Skeleton-Ranking 2016/17 ein.

## Teilnahmequoten
Die Quotenplätze für die einzelnen nationalen Verbände wurden auf Grundlage des Rankings aus der Vorsaison folgendermaßen vergeben:
- Männer:[1]
  - 3 Startplätze:  Russland,  Deutschland,  Vereinigte Staaten,  Vereinigtes Königreich,  Kanada
  - 2 Startplätze:  Österreich,  Schweiz,  Australien,  Südkorea
  - restliche Nationen mit 1 Startplatz

- Frauen:[2]
  - 3 Startplätze:  Russland,  Deutschland,  Kanada,  Vereinigte Staaten
  - 2 Startplätze:  Vereinigtes Königreich
  - restliche Nationen mit 1 Startplatz

## Männer

### Veranstaltungen
| Datum             | Ort         | Sieger                | Zweiter         | Dritter                            |
| ----------------- | ----------- | --------------------- | --------------- | ---------------------------------- |
| 10. November 2016 | Igls        | Kilian von Schleinitz | Michael Zachrau | Felix Keisinger                    |
| 11. November 2016 | Igls        | Kilian von Schleinitz | Michael Zachrau | Felix Keisinger                    |
| 17. November 2016 | Königssee   | Kilian von Schleinitz | Felix Keisinger | Ivo Šteinbergs                     |
| 18. November 2016 | Königssee   | Kilian von Schleinitz | Michael Zachrau | Felix Keisinger                    |
| 12. Januar 2017   | Calgary     | Jegor Wesselow        | Pawel Kulikow   | Wladislaw Martschenkow Jeremy Rice |
| 13. Januar 2017   | Calgary     | Pawel Kulikow         | Evan Neufeldt   | Jegor Wesselow                     |
| 26. Januar 2017   | Lake Placid | John Daly             | Marcus Wyatt    | Jeremy Rice                        |
| 27. Januar 2017   | Lake Placid | Jegor Wesselow        | John Daly       | Wladislaw Martschenkow             |

### Gesamtwertung
Endstand nach 8 Rennen (Top 25)
| Rang | Pilot                   | Land                   | IGL1 | IGL2 | KÖN1 | KÖN2 | CAL1 | CAL2 | LAK1 | LAK2 | Punkte |
| ---- | ----------------------- | ---------------------- | ---- | ---- | ---- | ---- | ---- | ---- | ---- | ---- | ------ |
| 01.  | Jeremy Rice             | Vereinigtes Königreich | 10   | 6    | 5    | 5    | 3    | 8    | 3    | 5    | 720    |
| 02.  | Evan Neufeldt           | Kanada                 | 9    | 9    | 7    | 6    | 10   | 2    | 16   | 17   | 598    |
| 03.  | Wladislaw Martschenkow  | Russland               | 16   | 7    | 22   | 18   | 3    | 6    | 6    | 3    | 580    |
| 04.  | Geng Wenqiang           | Volksrepublik China    | 7    | 23   | 6    | 12   | 16   | 19   | 13   | 5    | 498    |
| 05.  | Alex Hanssen            | Norwegen               | 13   | 12   | 11   | 14   | 7    | 9    | 15   | 20   | 494    |
| 06.  | Kilian von Schleinitz   | Deutschland            | 1    | 1    | 1    | 1    | –    | –    | –    | –    | 480    |
| 07.  | Yūki Sasahara           | Japan                  | 21   | 18   | 9    | 8    | 14   | 17   | 10   | 9    | 475    |
| 08.  | Kenny Howard            | Vereinigtes Königreich | 18   | 9    | –    | –    | 8    | 4    | 5    | 10   | 456    |
| 09.  | Michael Zachrau         | Deutschland            | 2    | 2    | 4    | 2    | –    | –    | –    | –    | 426    |
| 10.  | Pawel Kulikow           | Russland               | –    | –    | –    | –    | 2    | 1    | 4    | 4    | 422    |
| 11.  | Felix Keisinger         | Deutschland            | 3    | 3    | 2    | 3    | –    | –    | –    | –    | 416    |
| 11.  | Greg West               | Vereinigte Staaten     | 14   | 13   | 18   | 22   | 21   | 20   | 9    | 8    | 405    |
| 13.  | Nicholas Timmings       | Australien             | 17   | 17   | 16   | 20   | 15   | 18   | 11   | 13   | 390    |
| 14.  | Jegor Wesselow          | Russland               | –    | –    | –    | –    | 1    | 3    | DSQ  | 1    | 342    |
| 15.  | Paul Fraser             | Kanada                 | 20   | 16   | 20   | 25   | 12   | 15   | 20   | 14   | 342    |
| 16.  | Alexander Auer          | Österreich             | –    | –    | –    | –    | 6    | 7    | 7    | 7    | 340    |
| 17.  | Florian Auer            | Österreich             | 5    | 8    | 8    | 7    | –    | –    | –    | –    | 336    |
| 18.  | Stefan Geisler          | Österreich             | 4    | 4    | 14   | 9    | –    | –    | –    | –    | 324    |
| 19.  | Marcus Wyatt            | Vereinigtes Königreich | –    | –    | –    | –    | 9    | 11   | 2    | 11   | 322    |
| 20.  | Ivo Šteinbergs          | Lettland               | 12   | 14   | 3    | 4    | –    | –    | –    | –    | 318    |
| 21.  | Joseph Cecchini         | Italien                | –    | –    | –    | –    | 5    | 5    | 12   | 15   | 300    |
| 22.  | Kim Ji-soo              | Südkorea               | 11   | 15   | –    | –    | 16   | 14   | 19   | 19   | 298    |
| 23.  | Michael Rogals          | Vereinigte Staaten     | –    | –    | –    | –    | 13   | 10   | 8    | 11   | 280    |
| 24.  | Jewgeni Rukossujew      | Russland               | 8    | 5    | 19   | 15   | –    | –    | –    | –    | 261    |
| 25.  | Wladyslaw Heraskewytsch | Ukraine                | 24   | 19   | 10   | 10   | 22   | 23   | –    | –    | 256    |

## Frauen

### Veranstaltungen
| Datum             | Ort         | Sieger            | Zweiter                       | Dritter           |
| ----------------- | ----------- | ----------------- | ----------------------------- | ----------------- |
| 10. November 2016 | Igls        | Kimberley Bos     | Megan Henry                   | Lanette Prediger  |
| 11. November 2016 | Igls        | Kimberley Bos     | Maria Mazilu Lanette Prediger | –                 |
| 17. November 2016 | Königssee   | Anna Fernstädt    | Lanette Prediger              | Ashleigh Pittaway |
| 18. November 2016 | Königssee   | Anna Fernstädt    | Ashleigh Pittaway             | Corinna Leipold   |
| 12. Januar 2017   | Calgary     | Lanette Prediger  | Donna Creighton               | Jaclyn LaBerge    |
| 13. Januar 2017   | Calgary     | Lanette Prediger  | Jaclyn LaBerge                | Savannah Graybill |
| 26. Januar 2017   | Lake Placid | Savannah Graybill | Megan Henry                   | Donna Creighton   |
| 27. Januar 2017   | Lake Placid | Savannah Graybill | Lanette Prediger              | Megan Henry       |

### Gesamtwertung
Endstand nach 8 Rennen (Top 25)
| Rang | Pilotin              | Land                         | IGL1 | IGL2 | KÖN1 | KÖN2 | CAL1 | CAL2 | LAK1 | LAK2 | Punkte |
| ---- | -------------------- | ---------------------------- | ---- | ---- | ---- | ---- | ---- | ---- | ---- | ---- | ------ |
| 01.  | Lanette Prediger     | Kanada                       | 3    | 2    | 2    | 6    | 1    | 1    | 6    | 2    | 848    |
| 02.  | Savannah Graybill    | Vereinigte Staaten           | 8    | 10   | 8    | 7    | 7    | 3    | 1    | 1    | 742    |
| 03.  | Donna Creighton      | Vereinigtes Königreich       | 7    | 6    | 10   | 8    | 2    | 5    | 3    | 4    | 724    |
| 04.  | Megan Henry          | Vereinigte Staaten           | 2    | 4    | 9    | 17   | 12   | 6    | 2    | 3    | 690    |
| 05.  | Jaclyn LaBerge       | Kanada                       | 16   | 15   | 4    | 10   | 3    | 2    | 8    | 10   | 632    |
| 06.  | Maria Mazilu         | Rumänien                     | 4    | 2    | 12   | 12   | 13   | 14   | 13   | 8    | 590    |
| 07.  | Anastassija Nowikowa | Russland                     | 14   | 13   | 19   | 13   | 15   | 13   | 14   | 13   | 441    |
| 08.  | Veronica Day         | Vereinigte Staaten           | 18   | 17   | 23   | 19   | 10   | 15   | 10   | 5    | 434    |
| 09.  | Corinna Leipold      | Deutschland                  | 6    | 7    | 6    | 3    | –    | –    | –    | –    | 362    |
| 10.  | Madison Charney      | Kanada                       | –    | –    | –    | –    | 4    | 4    | 8    | 6    | 360    |
| 11.  | Ashleigh Pittaway    | Vereinigtes Königreich       | 9    | 12   | 3    | 2    | –    | –    | –    | –    | 352    |
| 12.  | Takako Oguchi        | Japan                        | –    | –    | –    | –    | 6    | 8    | 4    | 7    | 348    |
| 13.  | Madelaine Smith      | Vereinigtes Königreich       | –    | –    | –    | –    | 5    | 7    | 7    | 11   | 328    |
| 14.  | Olga Potylizyna      | Russland                     | –    | –    | –    | –    | 8    | 11   | 5    | 9    | 316    |
| 15.  | Renata Chusina       | Russland                     | 12   | 5    | 7    | 11   | –    | –    | –    | –    | 308    |
| 16.  | Nozomi Komuro        | Japan                        | 13   | 16   | 5    | 9    | –    | –    | –    | –    | 276    |
| 17.  | Maya Pedersen        | Norwegen                     | –    | –    | –    | –    | 11   | 10   | 12   | 12   | 268    |
| 18.  | Aljona Frolowa       | Russland                     | –    | –    | –    | –    | 14   | 9    | 11   | 13   | 260    |
| 19.  | Anastassija Schlapak | Russland                     | 5    | 8    | 18   | 21   | –    | –    | –    | –    | 243    |
| 20.  | Kimberley Bos        | Niederlande                  | 1    | 1    | –    | –    | –    | –    | –    | –    | 240    |
| 21.  | Anna Fernstädt       | Deutschland                  | –    | –    | 1    | 1    | –    | –    | –    | –    | 240    |
| 22.  | Cassie Hawrysh       | Kanada                       | 17   | 14   | 14   | 15   | –    | –    | –    | –    | 208    |
| 23.  | Johanna Balassa      | Österreich                   | 15   | 18   | 15   | 14   | –    | –    | –    | –    | 200    |
| 24.  | Camilla Bryer        | Bulgarien                    | DSQ  | 22   | 22   | 22   | –    | –    | 17   | 17   | 172    |
| 25.  | Katie Tannenbaum     | Amerikanische Jungferninseln | 19   | 19   | 16   | 16   | –    | –    | –    | –    | 170    |